# Kagaku Kyumei Kiko Logica?
Kagaku Kyumei Kiko Logica? (科学究明機構ロヂカ?, trad.Département de Recherche Scientifique LOGICA?) est un groupe de musique japonais, composé de trois jeunes idoles, ayant fait leurs débuts fin 2012. 
Il est respectivement le septième et le plus récent sous-groupe après Twinklestars, BABYMETAL, Minipati, SCOOPERS, sleepiece et Pastel Wind, de son groupe dérivé Sakura Gakuin dont les membres en font partie en parallèle. Le groupe fait partie d'un des clubs d’activité périscolaire de Sakura Gakuin qui est le Science Club (科学部), sur le thème de la science.

## Histoire
En septembre 2012, le groupe se forme avec les membres de la 1re et 3e génération de Sakura Gakuin : Marina Horiuchi, Hinata Satō et Rinon Isono. Chaque membre adopte un surnom personnel au sein du groupe : MaRi7 pour Marina, Hi7TA pour Hinata et RiNon pour Rinon.
Le trio apparaît pour la première fois  en sortant, en novembre 2012, son premier single Science Girl Silente Boy, qui figure peu après sur le troisième album de Sakura Gakuin en 2013, Sakura Gakuin 2010nendo ~message~. Tout comme les autres sous-groupes de Sakura Gakuin, le groupe continue à enregistrer d'autres chansons pour les albums de Sakura Gakuin et bien plus tard pour les singles du groupe comme le single Ganbare!!.
En raison du fait que Marina Horiuchi et Hinata Satō soient diplômées de l'école secondaire, leur départ de Sakura Gakuin est annoncé en février 2014. Étant en parallèle membres d'autres sous-groupes comme Twinklestars, sleepiece et Pastel Wind, elles quittent alors tous ces groupes et Sakura Gakuin le 30 mars 2014, la date à laquelle a lieu leur remise de diplôme.
Rinon Isono reste la seule membre présente dans le groupe.
Le sous-groupe est reformé en 2015 avec l'ajout de Sara Kurashima et Megumi Okada

## Membres
Kagaku Kyumei Kiko Logica Ver.1.0 (2012-2014)
- MaRi7 (Marina Horiuchi)
- Hi7TA (Hinata Satō)
- RiNon (Rinon Isono)

Kagaku Kyumei Kiko Logica Ver.1.2 (2015-2016)
- RiNon (Rinon Isono)
- SaRA (Sara Kurashima)
- Mg3 (Megumi Okada)

Kagaku Kyumei Kiko Logica Ver.2.0 (2016-2017)
- Kurashima Kenkyuin (Sara Kurashima)
- Okada Kenkyuin (Megumi Okada)
- Okazaki Kenkyuin (Momoko Okazaki)

## Discographie
| Année    | Titre                                                                                  | De l'album/single                             | Remarques             |        |        |        |        |        |
| Single   | Single                                                                                 | Single                                        | Single                | Single | Single | Single | Single | Single |
| -------- | -------------------------------------------------------------------------------------- | --------------------------------------------- | --------------------- | ------ | ------ | ------ | ------ | ------ |
| 2012     | Science Girl ▽ Silence Boy                                                             | Sakura Gakuin 2012-nendo ~My Generation~      |                       |        |        |        |        |        |
| Chansons |                                                                                        |                                               |                       |        |        |        |        |        |
| 2012     | Yume wo Hodoku Riron (ユメを解く理論)                                                  | Science Girl ▽ Silence Boy                    |                       |        |        |        |        |        |
| 2012     | IMA ELEMENT (avec Element Girls)                                                       | Science Girl ▽ Silence Boy                    |                       |        |        |        |        |        |
| 2013     | Delta (デルタ)                                                                         | Sakura Gakuin 2012-nendo ~My Generation~      |                       |        |        |        |        |        |
| 2013     | Welcome to My Computer                                                                 | Ganbare!! / Sakura Gakuin 2013nendo ~Kizuna~  |                       |        |        |        |        |        |
| 2014     | Science Girl▽Silence Boy 80kidz Remix (サイエンスガール▽サイレンスボーイ 80kidz Remix) | Hōkago Anthology from Sakura Gakuin           |                       |        |        |        |        |        |
| 2016     | Science Girl▽Silence Boy (サイエンスガール▽サイレンスボーイ)                           | Sakura Gakuin 2015-nendo ~Kirameki no Kakera~ | version réenregistrée |        |        |        |        |        |
| 2017     | Delta (デルタ)                                                                         | Sakura Gakuin 2016-nendo ~Yakusoku~           | version réenregistrée |        |        |        |        |        |